# برزیلین تاپ تیم
برزیلین تاپ تیم (انگلیسی: Brazilian Top Team) یک آکادمی تخصصی در رشته جوجیتسو برزیلی و هنرهای رزمی ترکیبی است، که در آوریل ۲۰۰۰ توسط موریلو بوستامانته، ریکاردو لیبوریو، ماریو اسپری و لوئیس روبرتو دوارته، اعضای سابق آکادمی کارلسون گریسی، با هدف توسعه و ایجاد تکنیک‌های آموزشی جدید برای رشته‌های جوجیتسو برزیلی، کشتی تسلیمی و هنرهای رزمی ترکیبی تأسیس شد.